# Seznam měst v Maroku
Toto je seznam měst v Maroku.

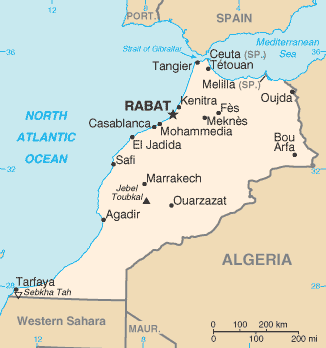
Mapa Maroka

Následující seznam zahrnuje všechny marocké obce se 100 000 a více obyvateli podle sčítání lidu z roku 2014.
Exonyma některých měst jsou doložena zdroji a originální název je vždy přiložen.
| Pořadí | Město              | Obyvatelé (2014) | Region                   |
| ------ | ------------------ | ---------------- | ------------------------ |
| 1      | Casablanca         | 3,359,818        | Casablanca-Settat        |
| 2      | Fes                | 1,112,072        | Fès-Meknès               |
| 3      | Tanger             | 947,952          | Tanger-Tetuán-Al-Husajma |
| 4      | Marrakéš           | 928,850          | Marrakesh-Safi           |
| 5      | Salé               | 890,403          | Rabat-Salé-Kénitra       |
| 6      | Meknes             | 632,079          | Fès-Meknès               |
| 7      | Rabat              | 577,827          | Rabat-Salé-Kénitra       |
| 8      | Udžda              | 494,252          | Oriental                 |
| 9      | Kenitra            | 431,282          | Rabat-Salé-Kénitra       |
| 10     | Agádír             | 421,844          | Sús-Mássa                |
| 11     | Tetuán             | 380,787          | Tanger-Tetuán-Al-Husajma |
| 12     | Temara             | 313,510          | Rabat-Salé-Kénitra       |
| 13     | Safi               | 308,508          | Marrakesh-Safi           |
| 14     | Mohammedia         | 208,612          | Casablanca-Settat        |
| 15     | Chúribga           | 196,196          | Béni Mellal-Khénifra     |
| 16     | Džadída            | 194,934          | Casablanca-Settat        |
| 17     | Beni Mellal        | 192,676          | Béni Mellal-Khénifra     |
| 18     | Ayt Mallul         | 171,847          | Sús-Mássa                |
| 19     | Nador              | 161,727          | Oriental                 |
| 20     | Dar Bouazza        | 151,373          | Casablanca-Settat        |
| 21     | Taza               | 148,456          | Fès-Meknès               |
| 22     | Settat             | 142,250          | Casablanca-Settat        |
| 23     | Berrešíd           | 136,634          | Casablanca-Settat        |
| 24     | Chemiset           | 131,542          | Rabat-Salé-Kénitra       |
| 25     | Inezgane           | 130,333          | Sús-Mássa                |
| 26     | Ksar Al Kebir      | 126,617          | Tanger-Tetuán-Al-Husajma |
| 27     | Laraš              | 125,008          | Tanger-Tetuán-Al-Husajma |
| 28     | Guelmim            | 118,318          | Guelmim-Oued Noun        |
| 29     | Khenifra           | 117,510          | Béni Mellal-Khénifra     |
| 30     | Berkane            | 109,237          | Oriental                 |
| 31     | Taúrirt            | 103,398          | Oriental                 |
| 32     | Búskúra            | 103,026          | Casablanca-Settat        |
| 33     | Fakih Ben Salah    | 102,019          | Béni Mellal-Khénifra     |
| 34     | Dcheira El Jihadia | 100,336          | Sús-Mássa                |